# Enchentes de Honã de 2021

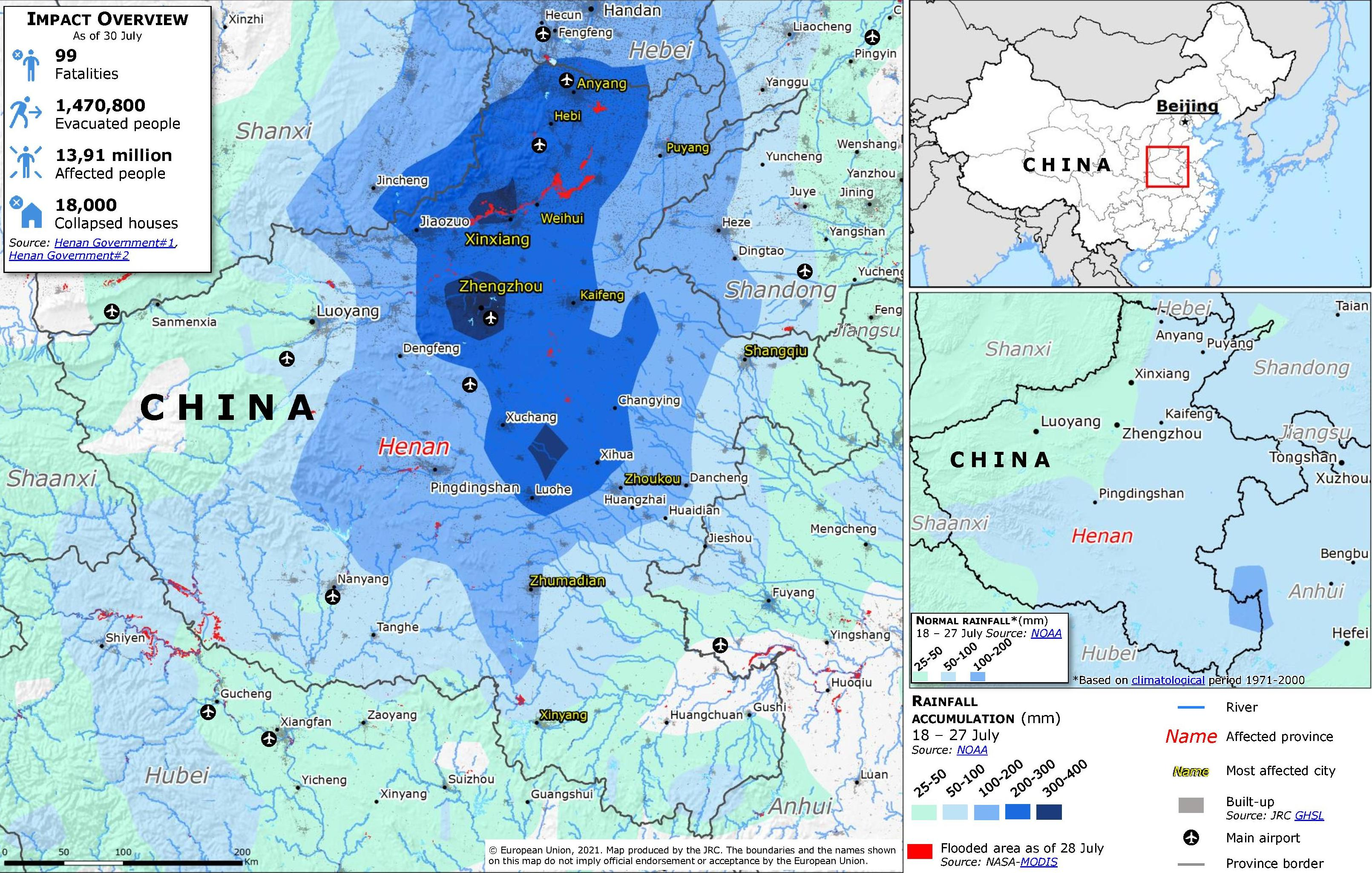
Mapa das cheias

Desde 17 de julho de 2021, a província chinesa de Henan foi afetada por severas inundações, causadas por um período de chuvas intensas e prolongadas. Precipitação máxima recorde  201.9 mm (7.95 in) em uma hora foi observada em Zhengzhou, a capital da província. Dezenove estações meteorológicas na província renovaram seus registros diários de precipitação. Em 2 de agosto de 2021, as autoridades provinciais relataram que 302 pessoas morreram, com mais 50 desaparecidos, 815.000 pessoas foram evacuadas, 1,1 milhão foram realocadas e 9,3 milhões de pessoas foram afetadas. As inundações tornaram-se mais prováveis devido ao aumento das condições meteorológicas extremas causadas pelas mudanças climáticas na China .

## Sinopse meteorológica
As inundações foram um dos vários eventos climáticos extremos que ocorreram globalmente em 2021 . Vários fatores foram atribuídos às enchentes devastadoras e incomuns em Henan. A alta subtropical no oeste do Pacífico e a área de alta pressão continental no Mar do Japão e no interior do noroeste da China contribuíram para as chuvas contínuas na província. A região, além disso, encontra-se no final da alta subtropical em meados de julho, o que provoca frequentes aguaceiros e trovoadas .
Foi relatado que convecções de mesoescala moviam-se freqüentemente sobre Zhengzhou, o que causava tempestades intensas. De acordo com a Administração Meteorológica da China, os principais motivos das chuvas torrenciais são o tufão In-fa, que teve 1,000 km (620 mi) longe da província de Henan, e a alta pressão subtropical contínua que continuamente guia uma grande quantidade de vapor de água para a terra e é afetada pelo soerguimento das montanhas Taihang e outras áreas topográficas. Isso causou forte chuva de alívio em Henan .

## Impacto
Das 8h de 19 de julho às 8h de 20 de julho, as estações de monitoramento de chuva na província de Henan mediram uma grande quantidade de chuva, incluindo cinco estações de monitoramento nacionais chinesas; Songshan (364,6 mm / 14,35 pol.), Xinmi (254,9 mm / 10,03 pol.), Xinzheng (196 mm / 7,72 pol.), Dengfeng (192,8 mm / 7,59 pol.), Yanshi (183,3 mm / 7,22 pol.) . Zhengzhou encontrou chuvas intensas extremamente raras das 16h00 às 17h00 do dia 20. A precipitação em uma hora chegou a 201,9 mm (7,95 em), causando sérios alagamentos. 13 reservatórios na província de Henan atingiram o limite de controle de enchentes .

### Zhengzhou
Em 16 de julho de 2021, Zhengzhou começou a sofrer fortes chuvas . Somente no dia 20 de julho, a precipitação média naquele dia havia chegado a 253 mm (9,96 no) . Das 16h às 17h do dia 20 de julho, a precipitação em uma hora atingiu 201,9mm (7,95 no); e das 20:00 do dia 17 de julho às 20:00 do dia 20 de julho, a precipitação atingiu 617,1 mm (24,30 in) ao longo de três dias, próximo à precipitação média anual . Vídeos surgiram mostrando que os passageiros do metrô estavam com água até a cintura dentro de suas carruagens e carros flutuando nas ruas . A chuva torrencial foi tão forte que muitos carros em uma estrada perto do subdistrito de Danshi, no lago Nanlong, foram levados pela chuva . O túnel da estrada norte de Jingguang foi inundado, com mais de 200 carros presos dentro. O Observatório Meteorológico de Zhengzhou emitiu um sinal de alerta vermelho para tempestades, e a Sede de Controle de Inundações e Alívio de Secas de Zhengzhou atualizou a resposta de emergência do nível II de controle de inundações para o nível I. A precipitação horária e precipitação em um único dia em Zhengzhou quebraram o registro histórico de 60 anos desde que a estação foi estabelecida em 1951. A inundação de Zhengzhou levantou preocupações sobre se o sistema de drenagem pluvial ofereceu drenagem suficiente.
De acordo com relatórios de seguros posteriores, mais de 400.000 carros em Zhengzhou foram danificados pelas enchentes, resultando em mais de RMB 6,4 bilhões em indenizações de seguros .
A cidade de nível de prefeitura de Xinxiang supostamente recebeu a maior quantidade de precipitação, totalizando mais de 260 mm (10 in) de precipitação em um período de 24 horas . A Avenida Xinzhong, uma das estradas principais de Xinxiang, foi inundada em 24 de julho e a estrada entre Xinxiang e Weihui também estava intransitável . A área mais atingida foi o distrito de Muye, um distrito parcialmente rural ao longo do rio Wei. Até quatro dias após as chuvas torrenciais, algumas áreas rurais permaneceram isoladas do mundo exterior devido às inundações persistentes das estradas de acesso . Em 26 de julho, as inundações atingiram Weihui, onde mais de 1.000 tiveram que ser evacuadas de um hospital sob risco de inundação . Um total de 204.000 pessoas foram realocadas após severas inundações em Weihui .
Em contraste com as chuvas históricas onde os moradores de Xinxiang temiam a inundação do Rio Amarelo, ao sul da cidade, durante essas chuvas, o Canal Comunismo e o rio Wei no oeste foram a principal causa das inundações .

### Kaifeng
Na noite de 19 de julho, Kaifeng foi afetada por fortes chuvas. Na manhã de 20 de julho, as fortes chuvas transformaram-se em chuvas torrenciais. Kaifeng emitiu um aviso de tempestade vermelha em conformidade, que foi alterado para um aviso de tempestade laranja na tarde de 20 de julho .

### Resto de Henan
Pesadas inundações foram relatadas na província de Henan, e o rio Ying, o maior rio da província, transbordou causando inundações na área. Na cidade de Dengfeng, que também sofreu inundações, uma fábrica de liga de alumínio de propriedade do Dengfeng Power Group sofreu uma explosão, mas não foram registradas vítimas humanas. Os militares foram enviados para proteger a represa Yihetan. Em Hebi, o rio Wei inundou várias aldeias .

### Vítimas

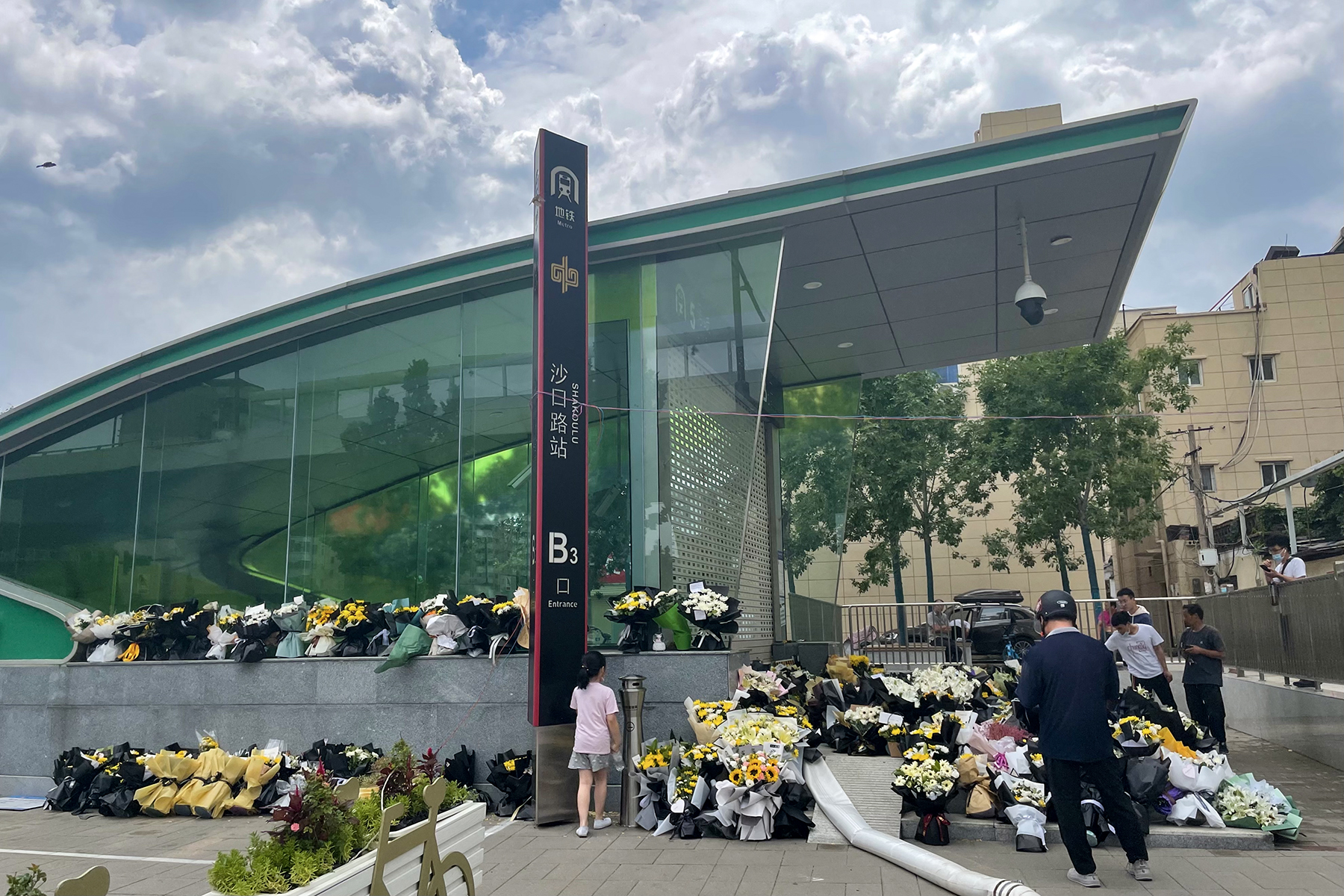
Luto pelas vítimas da enchente na Estação Shakoulu, Linha 5

302 pessoas morreram nas enchentes e 50 foram declaradas desaparecidas. 14 foram confirmados como mortos na inundação da Linha 5 do metrô em Zhengzhou em 20 de julho. Seis corpos foram recuperados do Túnel Jingguang Norte inundado .
Em Gongyi, uma cidade no nível do condado sob a administração de Zhengzhou, quatro pessoas morreram, enquanto a enchente obrigou mais de 20.000 pessoas a abandonar suas casas .

## Rescaldo
O premiê chinês Li Keqiang pediu esforços totais em operações de resgate e socorro nas áreas inundadas em Henan e enfatizou que garantir a vida e a segurança das pessoas é uma prioridade . As autoridades locais foram encarregadas de melhorar os controles de enchentes e a preparação para emergências . Vários políticos na China e no exterior expressaram condolências pela perda de vidas .
Em 21 de julho de 2021, várias grandes empresas chinesas doaram um total de 2 bilhões de RMB para fundos de ajuda humanitária. Por meio da plataforma de doações da Alipay, 3,36 milhões de pessoas contribuíram com um total de RMB 100 milhões em doações privadas. Outros 33 milhões foram arrecadados por meio de um canal de doação do Weibo. De acordo com a Henan Charity Federation, um total de RMB 2,664 bilhões em doações foi arrecadado até 23 de julho .
Todas as linhas de ônibus em Zhengzhou foram feitas gratuitamente entre 28 de julho e 28 de agosto de 2021, a fim de reduzir o congestionamento, parcialmente causado pela suspensão das linhas de metrô .